# Schaatsen op de Olympische Winterspelen 2022 - 500 meter vrouwen
De 500 meter vrouwen op de Olympische Winterspelen 2022 werd op zondag 13 februari 2022 in de National Speed Skating Oval in Peking, China verreden.

## Tijdschema
| Datum       | Lokale tijd | MET   |
| ----------- | ----------- | ----- |
| 13 februari | 21:56       | 14:56 |

## Records
Records voor aanvang van de Spelen in 2022. 
| Titelhouder      | Nao Kodaira  | Japan      | 36,94 | Gangneung      | Olympische winterspelen 2018 | 18 februari 2018 |
| Wereldrecord     | Lee Sang-hwa | Zuid-Korea | 36,36 | Salt Lake City | Wereldbeker 2 2013/2014      | 16 november 2013 |
| Olympisch record | Nao Kodaira  | Japan      | 36,94 | Gangneung      | Olympische winterspelen 2018 | 18 februari 2018 |
| Baanrecord       | Tian Ruining | China      | 38,38 | Olympic Test   | Olympic Test                 | Olympic Test     |

## Statistieken

### Uitslag
| Plaats | Naam                     | Land             | Tijd  | Verschil  |
| ------ | ------------------------ | ---------------- | ----- | --------- |
| Goud   | Erin Jackson             | Verenigde Staten | 37,04 | BR        |
| Zilver | Miho Takagi              | Japan            | 37,12 | PR + 0,08 |
| Brons  | Angelina Golikova        | Russische ploeg  | 37,21 | + 0,17    |
| 4      | Vanessa Herzog           | Oostenrijk       | 37,28 | SB + 0,24 |
| 5      | Jutta Leerdam            | Nederland        | 37,34 | + 0,30    |
| 6      | Femke Kok                | Nederland        | 37,39 | + 0,35    |
| 7      | Kim Min-sun              | Zuid-Korea       | 37,60 | + 0,56    |
| 8      | Darja Katsjanova         | Russische ploeg  | 37,65 | + 0,61    |
| 9      | Kaja Ziomek              | Polen            | 37,70 | + 0,66    |
| 10     | Olga Fatkoelina          | Russische ploeg  | 37,76 | + 0,72    |
| 11     | Andżelika Wójcik         | Polen            | 37,78 | + 0,74    |
| 12     | Jin Jingzhu              | China            | 37,88 | + 0,84    |
| 13     | Michelle de Jong         | Nederland        | 37,97 | + 0,93    |
| 14     | Tian Ruining             | China            | 37,98 | + 0,94    |
| 15     | Arisa Go                 | Japan            | 37,98 | + 0,94    |
| 16     | Brittany Bowe            | Verenigde Staten | 38,04 | + 1,00    |
| 17     | Nao Kodaira              | Japan            | 38,09 | + 1,05    |
| 18     | Kimi Goetz               | Verenigde Staten | 38,25 | + 1,21    |
| 19     | Anna Nifontova           | Wit-Rusland      | 38,30 | + 1,26    |
| 20     | Jekaterina Ajdova        | Kazachstan       | 38,54 | + 1,50    |
| 21     | Marsha Hudey             | Canada           | 38,79 | + 1,75    |
| 22     | Brooklyn McDougall       | Canada           | 38,84 | + 1,80    |
| 23     | Martine Ripsrud          | Noorwegen        | 38,95 | + 1,91    |
| 24     | Julie Nistad Samsonsen   | Noorwegen        | 39,02 | + 1,98    |
| 25     | Nikola Zdráhalová        | Tsjechië         | 39,18 | + 2,14    |
| 26     | Huang Yu-ting            | Chinees Taipei   | 39,23 | + 2,19    |
| 27     | Heather McLean           | Canada           | 39,31 | + 2,27    |
| 28     | Sandrine Tas             | België           | 39,37 | + 2,33    |
| 29     | Mihaela Hogaș            | Russische ploeg  | 39,45 | + 2,41    |
| 30     | Maria Victoria Rodriguez | Argentinië       | 39,70 | + 2,66    |

BR = baanrecord ; PR = persoonlijk record ; SB = beste seizoenstijd

### Startlijst
| Rit | Binnenbaan        | Buitenbaan               |
| --- | ----------------- | ------------------------ |
| 1   | Mihaela Hogaș     | Maria Victoria Rodriguez |
| 2   | Sandrine Tas      | Julie Nistad Samsonsen   |
| 3   | Nikola Zdráhalová | Martine Ripsrud          |
| 4   | Vanessa Herzog    | Miho Takagi              |
| 5   | Marsha Hudey      | Brittany Bowe            |
| 6   | Jekaterina Ajdova | Huang Yu-ting            |
| 7   | Jin Jingzhu       | Jutta Leerdam            |
| 8   | Heather McLean    | Michelle de Jong         |
| 9   | Femke Kok         | Brooklyn McDougall       |
| 10  | Arisa Go          | Kim Min-sun              |
| 11  | Kimi Goetz        | Darja Katsjanova         |
| 12  | Tian Ruining      | Anna Nifontova           |
| 13  | Angelina Golikova | Nao Kodaira              |
| 14  | Erin Jackson      | Kaja Ziomek              |
| 15  | Olga Fatkoelina   | Andżelika Wójcik         |

## IJs- en klimaatcondities
|                  | Start     | Eind      |
| ---------------- | --------- | --------- |
| Tijd             | 21:55     | 22:35     |
| Paar             | 1         | 15        |
| Luchttemperatuur | 18,5°C    | 18,8°C    |
| IJstemperatuur   | -10,8°C   | -10,8°C   |
| Luchtvochtigheid | 25 %      | 25 %      |
| Luchtdruk        | 1.022 hPa | 1.022 hPa |

## Deelnemers

### Lotingsgroepen
| Groep | SOQC                                      | Nr. | Naam                     | Rit       |
| ----- | ----------------------------------------- | --- | ------------------------ | --------- |
| I     | 6 best gerangschikte deelnemers           | 1   | Erin Jackson             | 13 t/m 15 |
| I     | 6 best gerangschikte deelnemers           | 2   | Angelina Golikova        | 13 t/m 15 |
| I     | 6 best gerangschikte deelnemers           | 3   | Nao Kodaira              | 13 t/m 15 |
| I     | 6 best gerangschikte deelnemers           | 4   | Olga Fatkoelina          | 13 t/m 15 |
| I     | 6 best gerangschikte deelnemers           | 5   | Andżelika Wójcik         | 13 t/m 15 |
| I     | 6 best gerangschikte deelnemers           | 6   | Kaja Ziomek              | 13 t/m 15 |
| II    | 7 tot nummer 12 gerangschikte deelnemers  | 7   | Tian Ruining             | 10 t/m 12 |
| II    | 7 tot nummer 12 gerangschikte deelnemers  | 8   | Darja Katsjanova         | 10 t/m 12 |
| II    | 7 tot nummer 12 gerangschikte deelnemers  | 9   | Kim Min-sun              | 10 t/m 12 |
| II    | 7 tot nummer 12 gerangschikte deelnemers  | 10  | Anna Nifontova           | 10 t/m 12 |
| II    | 7 tot nummer 12 gerangschikte deelnemers  | 11  | Arisa Go                 | 10 t/m 12 |
| II    | 7 tot nummer 12 gerangschikte deelnemers  | 12  | Kimi Goetz               | 10 t/m 12 |
| III   | 13 tot nummer 18 gerangschikte deelnemers | 13  | Femke Kok                | 7 t/m 9   |
| III   | 13 tot nummer 18 gerangschikte deelnemers | 14  | Michelle de Jong         | 7 t/m 9   |
| III   | 13 tot nummer 18 gerangschikte deelnemers | 15  | Jutta Leerdam            | 7 t/m 9   |
| III   | 13 tot nummer 18 gerangschikte deelnemers | 16  | Jin Jingzhu              | 7 t/m 9   |
| III   | 13 tot nummer 18 gerangschikte deelnemers | 17  | Brooklyn McDougall       | 7 t/m 9   |
| III   | 13 tot nummer 18 gerangschikte deelnemers | 18  | Heather McLean           | 7 t/m 9   |
| IV    | 19 tot nummer 24 gerangschikte deelnemers | 19  | Miho Takagi              | 4 t/m 6   |
| IV    | 19 tot nummer 24 gerangschikte deelnemers | 20  | Brittany Bowe            | 4 t/m 6   |
| IV    | 19 tot nummer 24 gerangschikte deelnemers | 21  | Marsha Hudey             | 4 t/m 6   |
| IV    | 19 tot nummer 24 gerangschikte deelnemers | 22  | Vanessa Herzog           | 4 t/m 6   |
| IV    | 19 tot nummer 24 gerangschikte deelnemers | 23  | Jekaterina Ajdova        | 4 t/m 6   |
| IV    | 19 tot nummer 24 gerangschikte deelnemers | 24  | Huang Yu-ting            | 4 t/m 6   |
| V     | overige deelnemers                        | 25  | Julie Nistad Samsonsen   | 1 t/m 3   |
| V     | overige deelnemers                        | 26  | Nikola Zdráhalová        | 1 t/m 3   |
| V     | overige deelnemers                        | 27  | Martine Ripsrud          | 1 t/m 3   |
| V     | overige deelnemers                        | 28  | Maria Victoria Rodriguez | 1 t/m 3   |
| V     | overige deelnemers                        | 29  | Mihaela Hogaș            | 1 t/m 3   |
| V     | overige deelnemers                        | 30  | Sandrine Tas             | 1 t/m 3   |

### Afmeldingen
Voor aanvang van de Winterspelen
- Quotaplek  Duitsland #1 (Sophie Warmuth; niet voldaan aan de eisen van het Duits Olympisch Comité) → vervangen door  België #1 (Sandrine Tas)